# Turnhalle (Feuchtwangen)

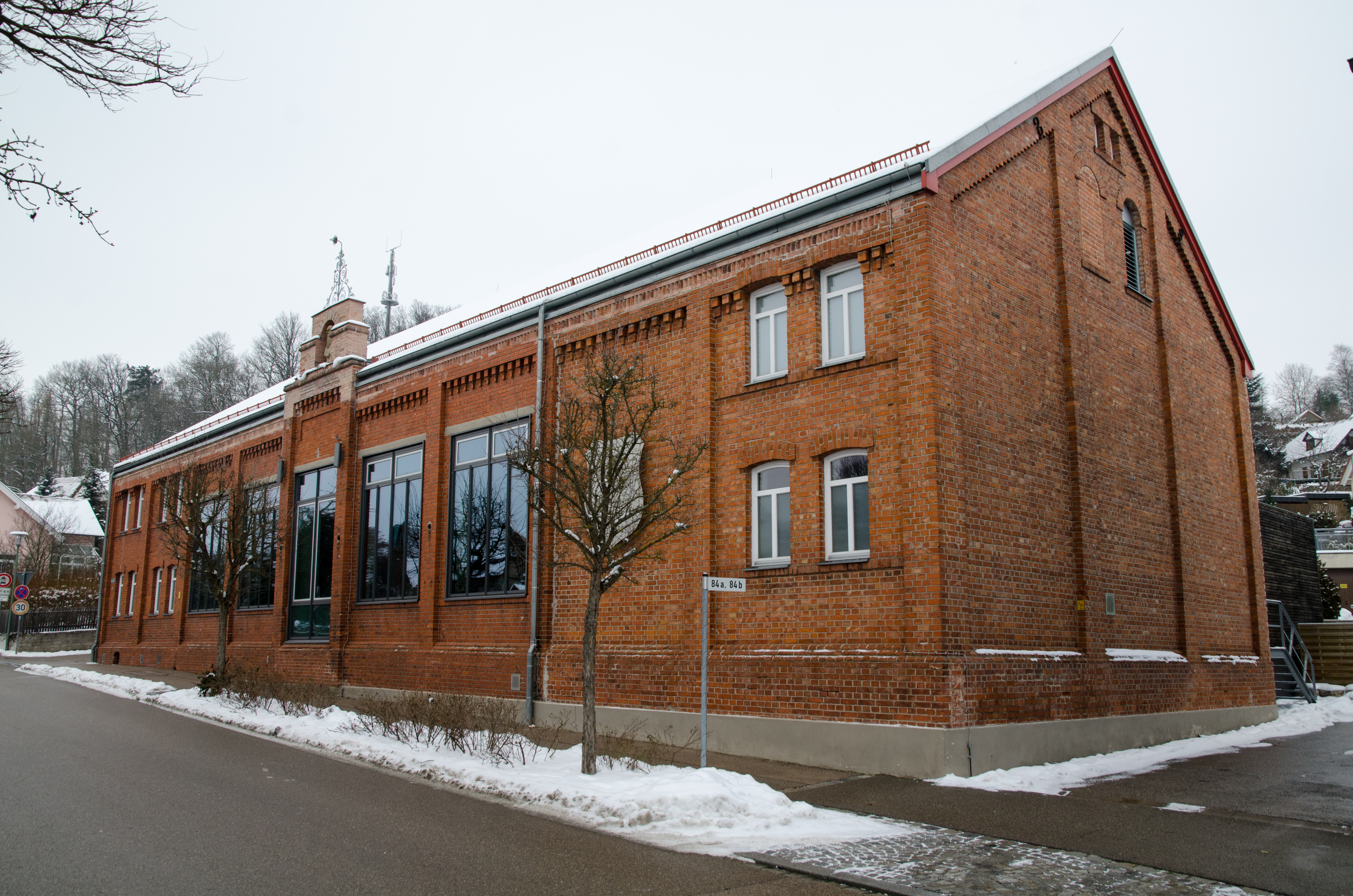
Turnhalle in Feuchtwangen

Die Turnhalle in Feuchtwangen, einer Stadt im mittelfränkischen Landkreis Ansbach in Bayern, wurde 1900 errichtet. Die Turnhalle an der Ringstraße 86 ist ein geschütztes Baudenkmal. 
Der Satteldachbau in Ziegelsteinmauerwerk hat eine Lisenengliederung. Über einem schmalen Risalit steht die Büste des Turnvaters Jahn (1778–1852) in einer Nische.